# Titans Tomorrow
Titans Tomorrow è un arco narrativo ambientato in un possibile futuro alternativo nell'Universo DC, che comparve in Teen Titans (vol. 3) dal n. 17 al n. 19, scritto da Geoff Johns e illustrato da Mike McKone. L'arco fu raccolta nel volume Teen Titans: The Future is Now.
Il concetto fu rivisitato nel fumetto mensile Teen Titans dallo scrittore Sean McKeever e dall'artista Alé Garza nell'arco Titans of Tomorrow...Today!.

## Trama
Mentre si trovavano al loro primo appuntamento, Superboy e Wonder Girl furono sorpresi da un buco nero che inviò Superboy nel 31º secolo della Legione dei Super-Eroi. Il trauma del viaggio temporale causò dei buchi nella memoria Superboy, facendogli dimenticare così il momento esatto della sua partenza. Passò cinque mesi nel futuro, combattendo i Fatal Five Hundred prima che Saturn Girl utilizzasse i suoi poteri per cercare di scoprire da dove provenisse Superboy.
Superboy ricomparve dal portale sette secondi dopo essere scomparso, indossando il costume di Superman. Sfortunatamente fu seguito dal Persuasore: lui e Wonder Girl riuscirono a tenerlo a bada sufficientemente a lungo da reclutare il resto dei Titans per un viaggio nel futuro.
Sia la Legione che i Titans finirono nel flusso temporale: la Legione si perse nel tempo, a causa degli eventi di Crisi infinita e i Titans viaggiarono dieci anni nel futuro.
I Titans emersero nella loro Titans Tower a San Francisco, e il sistema di sicurezza della Torre garantì ai loro sé passati e futuri l'accesso attraverso la scansione del DNA, per cui anche a loro fu permesso di entrare. La statua dei membri fondatori dei Titans fu rimpiazzata da una che ne ritraeva i membri correnti. La "Sala dei Mentori" includeva statue di Ares, Lex Luthor e Superman tutte schiena contro schiena, e una statua di Batman in frantumi.
L'arrivo dei Titans non passò inosservato ai Titans presenti, e così ne conseguì una battaglia. Solo il Bart Allen del futuro ricordò il viaggio attraverso il portale temporale e mise fine alle ostilità. I Titans futuri erano guidati dal loro Batman, Tim Drake ora adulto. Dopo una discussione, i Titans accordarono ai loro sé passati di passare li la notte.
Tentato dal sapere di più sul proprio futuro, Superboy cercò la sua controparte, e scoprì che aveva catturato Deathstroke e che era occupato a torturarlo: Superman gli aveva staccato il braccio bruciandolo. Dopo che Superboy raccontò ai suoi compagni ciò che vide, tutti loro decisero di lasciare la Torre e raggrupparsi da un'altra parte. I Titans adulti li fermarono, ma furono comunque in grado di catturare Robin.
Batman portò Tim alla Batcaverna e al suo cimitero: quasi tutti i suoi nemici, Bruce Wayne, Selina Kyle e Alfred Pennyworth erano sepolti li. Il Batman del futuro uccise la maggior parte dei suoi nemici utilizzando la pistola che uccise i genitori di Bruce. Incapace di convincere Tim che era ancora una brava persona, decise di fare ai Titans il lavaggio del cervello e di rispedirli nel tempo.
Il resto dei Titans si diressero a Keystone City, che fu interamente trasformata nel Museo di Flash. Cercarono il tapis roulant cosmico, così che Bart potesse utilizzarlo e rispedirli a casa. Il dispositivo però era mancante, e i Titans incontrarono gli eroici Titans East.
La squadra decise che la cosa migliore da fare sarebbe stata quella di sciogliere il gruppo una volta tornati a casa, ma Cyborg 2.0 rivelò che fu proprio lo scioglimento del gruppo che portò a questa futura linea temporale distopica. Rivelò anche che i Titans West trasformarono gli Stati Uniti in uno stato di polizia a causa dell'influenza maligna di Dark Raven. Di conseguenza, lui formò i Titans East come forza di resistenza contro i suoi ex compagni, dividendo così la nazione in due stati separati.
Il Flash adulto era un doppio agente, che lavorava in segreto con i Titans East. Rivelò che il tapis roulant cosmico era stato spostato nella Batcaverna, dove il Batman del futuro aveva portato Robin. I Teen Titans e i Titans East unirono le forze per combattere i Titans West, ma quando il combattimento raggiunse lo stallo i Teen Titans riuscirono ad accedere al tapis roulant cosmico e fuggire nel passato.

## Titans of Tomorrow...Today!
Un anno dopo gli eventi di Crisi infinita, i Titans of Tomorrow, che erano ora composti da Superman (Kon-El), Batman (Tim Drake), Wonder Woman (Cassie Sandsmark), Flash (Bart Allen), Red Devil (Eddie Bloomberg) e Martian Manhunter (M'gann M'orzz), viaggiarono di nove anni nel futuro fino al presente, con l'intento di preservare il futuro. Sconfissero la Justice League così che i loro giovani sé potessero scontrarsi con Starro e la sua banda di super criminali controllati mentalmente senza nessun aiuto.
Le versioni future di Bart e Conner, cloni creati da Drake, erano molto meno etici di quanto fossero i loro giovani sé un tempo. Il Batman del futuro disse a Robin "di stare facendo la differenza" alla fine del n. 51; Robin lo informò che "avrebbe cominciato a fare la differenza" puntando la pistola di Batman alla sua testa. Batman puntualizzò che se avesse premuto il grilletto "avrebbe condannato molte più vite" di quante sperava di poterne salvare nel futuro, senza avere la possibilità di riportare indietro Conner e Bart. Gli suggerì anche di rigettare i suoi sentimenti per Wonder Girl, in quanto era ancora innamorata di Superboy. Gli mise pressione perché facesse la cosa giusta per il bene del futuro e pensando che fosse tutto, se ne andò. Quindi Robin contemplò l'idea di uccidere Prometheus con la pistola di Batman.
Blue Beetle si batté contro Flash, e dopo una difficile battaglia riuscì a sconfiggere il velocista e a salvare la Justice League. La League mantenne la sua fiducia nei Titans, ed ebbero fede che i Titans non avrebbero mai lasciato che quel truce futuro diventasse realtà. Dopo che la League ritornò nel quartier generale sulla Torre di Guardia, giunse Red Devil per dire loro che aveva ucciso Blue Beetle nel futuro. Quando cercò di ucciderlo nel presente, fu fermato da Ravager e dal suo sé più giovane, Kid Devil.
Giunse Lex Luthor con il resto dei Titans futuri, che includevano le versioni adulte di Cyborg 2.0, Animal Man (Garfield Logan), Aquawoman (Lorena Marquez), Dark Raven, Bumblebee, Flamebird (Betty Kane), Colomba (Holly Granger), Vulcan (Miguel Devante), Freccia Rossa (Mia Dearden), Zachary Zatara, Cavaliere Splendente (Ystina), Terra (clone di Tara Markov), Starwoman (Courtney Whitmore), Prysm (Audrey Spears), Batwoman (Cassandra Cain), Raggio Nero (Ray Terrill), Giocattolaio (Hiro Okamura), Hardrock (Ross Richman), Cacciatrice (Charlotte Gage-Radcliff) e Pandemic (Shyleen Lao). Luthor informò i Titans che le loro azioni nel futuro erano cambiate per il peggio. Tuttavia, le squadre furono attaccate da Starro, che le costrinse a lavorare insieme.
Miss Martian combatté contro la sua versione adulta, e venne a sapere che l'immunità dei Titans futuri al fuoco era generato da un campo di forza. Attraverso un collegamento telepatico, la controparte futura di Miss Martian rivelò il collegamento logico dietro i Sinestro Corps e che la loro guerra avrebbe soggiogato l'universo. L'orrore di questa visione fece scatenare Miss Martian, così che fu in grado di sopraffare la sua sé futura. Miss Martian trovò Robin e lo portò nel luogo che gli avrebbe ricordato che ciò che accadde nel futuro era ancora da decidere e spettava a loro la decisione, e non alle loro versioni future.
Blue Beetle scoprì di essere l'unico eroe non controllato da Starro rimasto dopo la grande battaglia. Supergirl vide i Sinestro Corps ammassarsi per un assalto al pianeta dall'alto. Blue Beetle liberò Bart, che alla fine trovò una delle pistole congelanti di Capitan Cold nel Museo di Flash, e con cui distrusse Starro, liberando i Titans.
Wonder Woman disse a Cassie che lei era amica di Supergirl perché era in lutto per Conner, e che Kara sarebbe stata gelosa e acida una volta che fosse ritornato. Cassie fu temporaneamente affranta quando scoprì che il clone di Conner non aveva nessun ricordo del loro tempo insieme.
Robin si confrontò nuovamente con Batman, ma furono interrotti quando giunse Cassie che avvisò che i due cloni non ricordavano niente del loro passato. Quindi baciò Robin, cosa che alterò i ricordi di Batman. Conner arrivò, ed era arrabbiato, ma fu fermato da un proiettile trattato con kryptonite sparato dalla pistola di Batman. Come risultato, tutte le figure del passato svanirono, mentre i Titans futuri se ne andarono per battersi contro i Sinestro Corps.
Otto anni più tardi, Tim Drake e Cassie Sandsmark avevano una relazione. Tuttavia, Tim aveva anche un relazione con M'gann M'orzz, e i due collaboravano con Lex Luthor nello sviluppo di cloni di numerosi Titans caduti, inclusi Conner e Bart.

## Personaggi

### Titans Tomorrow
- Animal Man: Gar Logan rifiutò di unirsi ai Titans East di Cyborg perché Terra ne era un membro. I suoi poteri incrementarono al punto da potersi mutare in animali mitologici e anche in più animali contemporaneamente. Il futuro Animal Man fa presumere che anche il Beast Boy del presente possiede questa abilità ma che si vergogna troppo o che non la volontà di usarla. Successivamente viaggiò nel presente con Luthor e altri Titans.
- Aquawoman: Lorena Marquez, l'Aquagirl corrente. Non si sa molto di Aquawoman a parte le sue grandi abilità telepatiche e che a un cero punto sconfisse Garth. Fu cancellata dalla lista della storia della squadra fin dalla Crisi Infinita. Successivamente viaggiò nel presente con Luthor e altri Titans.
- Batman: Tim Drake prese il mantello del Pipistrello dopo la morte di Bruce Wayne. È molto più severo del suo predecessore e esibì molta della morale di Jason Todd, il Cappuccio Rosso. Porta con sé la pistola che Joe Chill utilizzò per uccidere Thomas e Martha Wayne e la usa per giustiziare i criminali, inclusi molti dei criminali della galleria dei nemici di Batman. Anche se non fu esplicitamente affermato, sembra essere il leader dei Titans. Ereditò la Batcaverna e l'anello di kryptonite di Bruce. Tim è un criminale ricercato a Gotham, braccato dal commissario del Dipartimento di polizia di Gotham City, Renee Montoya e dal suo ex mentore e alleato Jim Gordon.
- Dark Raven: Raven ha accettato il suo ruolo come demone e figlia di Trigon. Utilizzò i suoi poteri per assorbire tutte le emozioni dagli Stati Uniti Occidentali che si trovavano sotto il controllo dei Titans. Fu cancellata dalla lista della storia della squadra fin dalla Crisi Infinita. Successivamente viaggiò nel presente con Luthor e altri Titans.
- Flash: il mantello di Flash fu tramandato, ancora una volta, ma questa volta a Bart Allen. Sembra essere l'unico Titan senza una morale compromessa, ecco perché lavora anche per i Titans East. Ha una relazione con Rose Wilson, Ravager, secondo il Museo di Flash, che ha inglobato Keystone City, una dei suoi alleati, Donna Troy, era ancora deceduta all'epoca. La seconda versione, il clone creato da Tim Drake, fu creato dopo che Bart morì in battaglia contro Inertia e i Nemici.
- Martian Manhunter: dopo aver abbracciato la sua eredità di marziana bianca, M'gann M'orzz ora opera con i Titans del futuro come nuovo Martian Manhunter.
- Red Devil: Eddie Bloomberg è invecchiato ed era ora un servo di Neron a causa del patto che fece con lui anni prima e che gli diede i suoi poteri correnti. Red Devil uccise Blue Beetle in qualche parte nel futuro.
- Superman: Conner Kent crebbe e divenne più potente. La sua telecinesi tattile incrementò fino al punto di poter creare campi di forza in aggiunta al pieno sviluppo dei suoi poteri kryptoniani. Mise in piedi la sua Fortezza di Paradiso vicino Smallville. dove Lex Luthor, il suo "pa", ora abita. Ad un certo punto, lui e Capitan Marvel Jr. combatterono per l'affetto di Cassie Sandsmark, la nuova Wonder Woman, che scelse Conner. Il suo costume è molto simile a quello indossato da Superman nella serie limitata Kingdom Come o alla versione del personaggio degli Fleisher Studios. La seconda versione alternativa è il clone creato da Tim Drake, che fu creato dopo che Conner morì combattendo contro Superboy-Prime durante la Crisi Infinita.
- Wonder Woman: Cassie Sandsmark divenne la campionessa di Ares e la nuova Wonder Woman. Rimpiazzò Diana, che morì durante la "crisi".

### Membri dei Titans East
- Batwoman (Bette Kane): ex ragazza di Tim Drake. Viaggiò nel presente insieme a Lex Luthor e altri Titans.
- Bumblebee (Karen Beecher-Duncan): co-leader dei Titans East. Viaggiò nel presente insieme a Lex Luthor e altri Titans.
- Capitan Marvel: (Freddy Freeman): ex Capitan Marvel Jr. e successore al potere di Shazam.
- Cyborg 2.0 (Victor Stone): Cyborg aggiornato. Co-leader dei Titans East insieme a Bumblebee. Viaggiò nel presente insieme a Lex Luthor e altri Titans.
- Flash (Bart Allen): Flash lavora con i Titans West e come agente sotto copertura per i Titans East.
- Ravager (Rose Wilson): figlia di Deathstroke
- Terra II (Tara Markov): elementale della terra.

### Membri d'Armata di Titans of Tomorrow...Today!
- Lex Luthor
- Cyborg 2.0 (Victor Stone)
- Animal Man (Garfield Logan)
- Aquawoman (Lorena Marquez)
- Dark Raven (Rachel Roth)
- Bumblebee (Karen Beecher-Duncan)
- Flamebird (Bette Kane)
- Hawk (Holly Granger)
- Vulcano (Miguel Devante)
- Freccia Rossa (Mia Dearden)
- Zachary Zatara
- Cavaliere splendente (Ystina)
- Terra II (Atlee)
- Starwoman (Courtney Whitmore)
- Prysm (Audrey Spears)
- Batwoman (Cassandra Cain)
- Black Ray (Ray Terrill)
- Giocattolaio (Hiro Okamura)
- Hardrock (Ross Richman)
- Cacciatrice (Charlotte Gage-Radcliffe)
- Pandemic (Shyleen Lao)

### Altri personaggi
- Brother Blood: lui e Brainiac furono gettati nella Zona fantasma da Superman.
- Deathstroke: alleato dei Titans East e della resistenza di Cyborg 2.0.
- Donna Troy: è nella lista degli alleati di Bart nell'esteso Museo di Flash
- Duela Dent: Duela Dent fu uccisa da Tim (Batman).
- Mad Mod: i Titans sconfissero i sintetici di Mod ad un certo punto nel futuro, e menzionarono di averlo ucciso.
- Mal Duncan: ci furono dei riferimenti al Presidente Duncan.
- Mento: Mento si fuse con il cyberspazio nel presente. Nella Batcaverna, Tim stava parlando a un supercomputer chiamato Mento.
- Mister Twister: i Titans East fermarono un uragano creato da Mister Twister.
- Roy Harper: Roy Harper fu il Freccia Verde di questa realtà e morì in battaglia.
- Starfire: anche se Batwoman affermò che lei e Nightwing stavano vivendo una "vita meravigliosa" lontani dal conflitto[3], durante gli eventi di Crisi Infinita, un'immagine della linea temporale dei Titans Tomorrow mostrò una tomba facendo così pensare che potesse essere quella di Dick Grayson[4].